# Christoph de Bach
Christoph de Bach (* 1768 in Mitau, Herzogtum Kurland und Semgallen; † 12. April 1834 in Wien) war Wiens erster Zirkusdirektor.
Nachdem aus den englischen Kunstreitergesellschaften 1772 in London durch Philip Astley der erste moderne Zirkus entstanden war, kam es auch in Kontinentaleuropa zu festen Zirkusbauten.
Einer der Pioniere auf diesem Gebiet war der aus Kurland stammende Christoph de Bach. Er ließ 1808 im Wiener Prater auf der noch heute so genannten Zirkuswiese von Joseph Kornhäusel ein entsprechendes Holzgebäude errichten. Bachs „Circus gymnasticus“ bot etwa 3000 Zuschauern Platz und war vor allem artistischen Pferdevorführungen gewidmet. Daneben traten Bazazzi auf, auch komische Verwandlungsszenen wurden gebracht. De Bach begann auch frühzeitig mit Pantomimen und Mimo-Dramen.
Christoph de Bach, k. k. privilegierter Kunst- und Schulbereiter, erhielt ein prunkvolles Begräbnis auf dem Sankt Marxer Friedhof, seine Witwe Laura de Bach führte das Zirkusunternehmen noch einige Jahre weiter.